# Amoxapine
L'amoxapine (Defanyl) est un antidépresseur tétracyclique de la classe des dibenzoazépines.
L'amoxapine inhibe fortement la recapture de la noradrénaline, et plus faiblement celle de la sérotonine. La 7-hydroxyamoxapine, qui est l'un de ses métabolites majeurs possède un effet antagoniste des récepteurs dopaminergiques. Cette molécule possède en outre un effet faiblement anticholinergique et antihistaminique H1.
L'amoxapine est le dérivé N-déméthylé de la loxapine.